# سباق الزمن في بطولة العالم لسباق الدراجات على الطريق 2019
سباق الزمن في بطولة العالم لسباق الدراجات على الطريق 2019 هو سباق دراجات هوائية، وهو الموسم رقم 26 من السباق، وأقيم في 25 سبتمبر 2019، وامتدّ لمسافة 54 كيلومتر، وهو أحد سباقات بطولة العالم لسباق الدراجات على الطريق 2019، وهو من نوع  سباق الزمن، وقد شارك في السباق  57 متسابقاً.
فاز فيه بالمركز الأول  روهان دنيس، وبالمركز الثاني  رمكو أفينبول، وبالمركز الثالث  فيليبو غانا.

## الفرق
| فرق وطنية (38)- فريق الأرجنتين لركوب الدراجات للرجال 2019‏ - فريق أستراليا لركوب الدراجات للرجال 2019‏ - فريق النمسا لركوب الدراجات للرجال 2019‏ - فريق بلجيكا لركوب الدراجات للرجال 2019 ‏ - فريق روسيا البيضاء لركوب الدراجات للرجال 2019‏ - فريق كندا لركوب الدراجات للرجال 2019‏ - فريق كولومبيا لركوب الدراجات للرجال 2019‏ - فريق التشيك لركوب الدراجات للرجال 2019‏ - فريق الدنمارك لركوب الدراجات للرجال 2019 ‏ - فريق إسبانيا لركوب الدراجات للرجال 2019 ‏ - فريق إستونيا لركوب الدراجات للرجال 2019‏ - فريق فرنسا لركوب الدراجات للرجال 2019 ‏ - فريق المملكة المتحدة لركوب الدراجات للرجال 2019 ‏ - فريق جمهورية أيرلندا لركوب الدراجات للرجال 2019‏ - فريق آيسلندا لسباق الدراجات للرجال 2019‏ - فريق إيطاليا لركوب الدراجات للرجال 2019 ‏ - فريق غانا لسباق الدراجات على الطريق للرجال 2019‏ - فريق كازاخستان لركوب الدراجات للرجال 2019 ‏ - فريق الكويت لسباق الدراجات للرجال 2019‏ - فريق ليتوانيا لركوب الدراجات للرجال 2019‏ - فريق لوكسمبورغ لركوب الدراجات 2019‏ - فريق ناميبيا لسباق الدراجات على الطريق للرجال 2019‏ - فريق هولندا لركوب الدراجات للرجال 2019 ‏ - فريق نيوزيلندا لركوب الدراجات 2019‏ - فريق باراغواي لسباق الدراجات للرجال 2019‏ - فريق البرتغال لركوب الدراجات للرجال 2019 ‏ - فريق بولندا لركوب الدراجات 2019 ‏ - فريق رومانيا لركوب الدراجات للرجال 2019‏ - فريق جنوب أفريقيا لركوب الدراجات للرجال 2019‏ - فريق روسيا لركوب الدراجات 2019 ‏ - فريق سلوفينيا لركوب الدراجات للرجال 2019‏ - فريق سويسرا لركوب الدراجات 2019 ‏ - فريق سلوفاكيا لركوب الدراجات 2019‏ - فريق سوريا لسباق الدراجات على الطريق للرجال 2019‏ - فريق تايوان لركوب الدراجات للرجال 2019‏ - فريق الولايات المتحدة لسباق الدراجات الهوائية للرجال 2019 ‏ - فريق أوزبكستان لركوب الدراجات 2019‏ - فريق ألمانيا لركوب الدراجات للرجال 2019‏ |  |
| |  |

## التصنيف العام النهائي
| \| التصنيف العام \| التصنيف العام \| التصنيف العام \| التصنيف العام \| التصنيف العام \| \| العداء \| العداء \| الفريق \| الوقت \| \| \| ------------- \| --------------- \| ---------------------------------------------------------------------- \| ------------- \| ------------- \| \| 1 \| روهان دنيس \| فريق أستراليا لركوب الدراجات للرجال 2019‏ \| 1 س 05 د 05 ث \| \| \| 2 \| رمكو أفينبول \| فريق بلجيكا لركوب الدراجات للرجال 2019 [لغات أخرى]‏ \| + 1 د 08 ث \| \| \| 3 \| فيليبو غانا \| فريق إيطاليا لركوب الدراجات للرجال 2019 [الإنجليزية]‏ \| + 1 د 55 ث \| \| \| 4 \| باتريك بيفن \| فريق نيوزيلندا لركوب الدراجات 2019‏ \| + 1 د 57 ث \| \| \| 5 \| اليكس داوست \| فريق المملكة المتحدة لركوب الدراجات للرجال 2019 [لغات أخرى]‏ \| + 2 د 01 ث \| \| \| 6 \| لوسون كرادوك \| فريق الولايات المتحدة لسباق الدراجات الهوائية للرجال 2019 [الإنجليزية]‏ \| + 2 د 07 ث \| \| \| 7 \| تانيل كانجيرت \| فريق إستونيا لركوب الدراجات للرجال 2019‏ \| + 2 د 07 ث \| \| \| 8 \| نيلسون أوليفيرا \| فريق البرتغال لركوب الدراجات للرجال 2019 [لغات أخرى]‏ \| + 2 د 09 ث \| \| \| 9 \| طوني مارتين \| فريق ألمانيا لركوب الدراجات للرجال 2019‏ \| + 2 د 27 ث \| \| \| 10 \| ستيفان كونغ \| فريق سويسرا لركوب الدراجات 2019 [لغات أخرى]‏ \| + 2 د 46 ث \| \| |                 |                                                            |               |  |
| |                 |                                                            |               |  |
| مصدر: ProCyclingStats |                 |                                                            |               |  |
| التصنيف العام |                 |                                                            |               |  |
| العداء | العداء          | الفريق                                                     | الوقت         |  |
| 1 | روهان دنيس      | فريق أستراليا لركوب الدراجات للرجال 2019‏                   | 1 س 05 د 05 ث |  |
| 2 | رمكو أفينبول    | فريق بلجيكا لركوب الدراجات للرجال 2019 ‏                    | + 1 د 08 ث    |  |
| 3 | فيليبو غانا     | فريق إيطاليا لركوب الدراجات للرجال 2019 ‏                   | + 1 د 55 ث    |  |
| 4 | باتريك بيفن     | فريق نيوزيلندا لركوب الدراجات 2019‏                         | + 1 د 57 ث    |  |
| 5 | اليكس داوست     | فريق المملكة المتحدة لركوب الدراجات للرجال 2019 ‏           | + 2 د 01 ث    |  |
| 6 | لوسون كرادوك    | فريق الولايات المتحدة لسباق الدراجات الهوائية للرجال 2019 ‏ | + 2 د 07 ث    |  |
| 7 | تانيل كانجيرت   | فريق إستونيا لركوب الدراجات للرجال 2019‏                    | + 2 د 07 ث    |  |
| 8 | نيلسون أوليفيرا | فريق البرتغال لركوب الدراجات للرجال 2019 ‏                  | + 2 د 09 ث    |  |
| 9 | طوني مارتين     | فريق ألمانيا لركوب الدراجات للرجال 2019‏                    | + 2 د 27 ث    |  |
| 10 | ستيفان كونغ     | فريق سويسرا لركوب الدراجات 2019 ‏                           | + 2 د 46 ث    |  |

## وصلات خارجية
- الموقع الرسمي
- لمحة عن سباق سباق الزمن في بطولة العالم لسباق الدراجات على الطريق 2019 على موقع  ProCyclingStats   (برو  سايكلنج  ستاتس) - إحصاءات  محترفي  الدراجات.
- سباق الزمن في بطولة العالم لسباق الدراجات على الطريق 2019 على موقع إحصائيات الدراجات الإحترافية (الإنجليزية)